# Союз ТМ-18
Союз ТМ-18 — пилотируемый космический аппарат из серии «Союз ТМ».

## Экипаж

### На взлёте
- Виктор Афанасьев (2-й полёт) — командир
- Юрий Усачёв (1-й полёт) — бортинженер
- Валерий Поляков (2-й полёт) — космонавт-исследователь (врач)

### На посадке
- Виктор Афанасьев (2-й полёт) — командир
- Юрий Усачёв (1-й полёт) — бортинженер

## Описание полёта
Большая часть исследований нового экипажа станции «Мир» была посвящена медицинским исследованиям. Члены экипажа находились под наблюдением врача Полякова. Поляков должен был оставаться на орбите 14 месяцев и установить новый рекорд длительности космического полёта.
Экспериментальные исследования касались питания, функции мускулатуры, системы кровообращения, лёгких и иммунной системы. Помимо этого, анализировались изменения крови и нервной системы, нарушения обмена веществ (красные кровяные тельца), изменение объёма крови и функция вестибулярной системы в среднем ухе. Для этого использовался эксперимент ВОГ (видеоокулография), который был установлен на станции «Мир» в 1992 году в рамках немецкой исследовательской программы. Данные передавались из ЦУПа в немецкий центр управления в Оберпфаффенхофене (ФРГ), где специалисты могли их анализировать и непосредственно влиять на проведение эксперимента.
Другим предметом исследований являлось вымывание кальция из костей при длительном нахождении при состоянии невесомости. Неизвестным оставалось, останавливается ли этот процесс на каком-то определённом уровне. Уменьшение кальция на 20 % считается опасным для жизни. Чтобы противостоять негативным изменениям мускульной и костяной ткани, применялись штаны низкого давления «Каркас». С их помощью кровь усиленно закачивается в нижнюю часть тела. Подобное состояние похоже на то, которое происходит на Земле, когда за счёт силы тяжести в нижней части тела наблюдается повышенное кровяное давление. Измерялись в этом эксперименте увеличение объёма ноги, верхнее и нижнее кровяное давление, электрокардиограмма, изменение положения сердца в грудной клетке и шумы кровяного тока. Подопытные «кролики» Усачёв и Афанасьев подвергались этой процедуре каждый третий день.
Кроме того, проводились исследования сна космонавтов и координации восприятия и движения. С этой целью космонавты фиксировались на полу, так, что голова и руки оставались свободными. На экран подавались разнообразные оптические раздражители, а реакция записывалась при помощи инфракрасных камер.
В психологическом эксперименте ПСИ проводились измерения психологического и психомоторного состояния Валерия Полякова в течение многих месяцев. При этом тестировались скорость реакции, кратковременная память, внимание и ловкость.
Помимо медицинских, проводились исследования в области материаловедения. Например, изучалось поведение переохлаждённых сплавов (эксперимент «ТЭС»). 11 проб, помещённых в запаянные стеклянные капсулы, были сперва расплавлены, а затем резко охлаждены. При отсутствии центров кристаллизации возможно сохранение жидкого состояния при температурах ниже точки отвердевания. В зависимости от температуры, затвердевшие пробы имели разную микроструктуру. Данные этого эксперимента обрабатывались и передавались на Землю при помощи системы «ДАТАМИР», помещённой на станцию в 1991 года в рамках австрийской экспедиции посещения, и оставшейся там после этого. Эта система управляет ходом эксперимента, записывает данные, визуализирует результаты и передаёт их системе телеметрии станции.
Помимо этого, исследовалась вероятность образования плесени на неметаллических поверхностях.
Много времени было посвящено также наблюдению Земли, астрофизики и биотехнологии. Использовались многоканальные спектрометры МКС-М2 и «ФАЗА». При помощи камеры МКФ-6МА были сделаны сотни снимков поверхности Земли. Измерялась интенсивность космических лучей внутри и снаружи станции. Записывалось рентгеновское и гамма-излучение космических объектов. Для оценки стабильности станции был проведён эксперимент «Резонанс».
На транспортном корабле «Прогресс М-21» была испытана новая система управления, основанная на камерах наблюдения, которая должна работать и в том случае, если система стыковки «Курс» выйдет из строя. При помощи трёх камер инженер на Земле получает полную картину манёвра сближения и может пристыковать корабль на ручном управлении.
Провиант и расходные материалы доставлялись транспортными кораблями «Прогресс М-21», «Прогресс М-22» и «Прогресс М-23».